# Прапор Запорізького району
Пра́пор Запорі́зького райо́ну — офіційний символ Запорізького району Запорізької області, затверджений 22 січня 2009 року рішенням сесії Запорізької районної ради.

## Опис
Прапор являє собою прямокутне полотнище, що має співвідношенням сторін 2:3 та складається з двох рівновеликих горизонтальних смуг зеленого і малинового кольорів. В древковому куті знаходиться коло, утворене зліва половиною чорного соняшника з жовтим листям, а праворуч — половиною жовтого зубчастого колеса, поверх чого розміщено жовтий колос.